# 体型

安装在先驅者鍍金鋁板上的裸体男性和女性的线图绘画。女性通常臀部会比肩部宽，男性则一般恰好相反。

人體的形狀是一種具有複雜細節和功能的複雜現象。 一個人的體型主要由骨骼結構的成型以及肌肉和脂肪的分佈來確定。 骨骼結構只會在人類成年前才會生長和變化，並且在他們的餘生中基本保持大致不變。 生長通常在 13 至 18 歲之間完成，此時長骨的骨骺板關閉，不允許進一步生長（參見人類骨骼）。
體型的許多方面因性別而異，尤其是女性體型有著複雜的文化歷史。 測量和評估體型的科學稱為人體測量學。

## 生理
| Male pelvis                                                                                            | Female pelvis |
| 男性（左）与女性（右）骨盆对比。在同一群人中女性髋关节会比男性的宽。（此图不反映实际男女骨盆大小比例） |               |

在青春期期间，出于繁殖目的，男性、女性身体均会发生变化。人体骨架在成年后基本定型，不会再发生变化，但肌肉量可因运动的增减而改变，脂肪分布也会随着荷尔蒙波动而发生变化。遗传基因则在体型的形成过程中起到了决定性的作用。